# Metoposcopa sagittalis
Metoposcopa sagittalis är en fjärilsart som beskrevs av Embrik Strand 1912. Metoposcopa sagittalis ingår i släktet Metoposcopa och familjen nattflyn. Inga underarter finns listade i Catalogue of Life.